# Fosfatni minerali
Fosfatni minerali so minerali, ki vsebujejo tetraedrično koordiniran fosfatni (PO43-) anion skupaj s prosto zamenljivima arzenatnim (AsO43-) in vanadatnim (VO43-) anionom. V kristalno strukturo se prilegajo tudi kloridni (Cl-), fluoridni (F-) in hidroksidni (OH-) anion.
Razred fosfatnih mineralov je obsežen in raznolik, relativno pogostih pa je le nekaj mineralov.

## Nickel-Strunzova klasifikacija: 08 – Fosfati
Komisija za poimenovanje in razvrščanje novih mineralov (ang. Commission on New Minerals Nomenclature and Classification) pri Mednarodni mineraloški zvezi (ang. International Mineralogical Association, IMA) predlaga novo hierarhično shemo. Za posodabljanje  10. izdaje Nickel-Strunzove klasifikacije se uporabljajo naslednji izrazi:
- Okrajšave:
  - "*" - diskreditiran (IMA/CNMNC status)
  - "?" - vprašljiv/dvomljiv (IMA/CNMNC status)
  - "REE" - redki zemeljski elementi (Sc, Y, La, Ce, Pr, Nd, Pm, Sm, Eu, Gd, Tb, Dy, Ho, Er, Tm, Yb, Lu)
  - "PGE" - Platinova skupina elementov (Ru, Rh, Pd, Os, Ir, Pt)
  - 03.C Alumofluoridi, 06 Borati, 08 Vanadati (04.H V[2][3] Vanadati), 09 Silikati:
    - nezo: otočni (iz grškega νησος [nēsos] - otok)
    - soro: skupinski (iz grškega σωροῦ [sōros] - kup, gomila)
    - ciklo: obročasti
    - ino: vlaknati (iz grškega ις  [rodilnik: ινος [inos] - vlakno)
    - filo: listnati (iz grškega φύλλον [fillon] - list)
    - tekto: trodimenzionalo zamreženi
- Nickel-Strunzova kodirna shema: NN.XY.##x
  - NN: številka mineralnega razreda
  - X: črkovna oznaka podrazreda
  - Y: črkovna oznaka družine
  - ##x: številka minerala/skupine in dodatna črkovna oznaka x

### Razred: fosfati
- 08.A Fosfati itd. brez dodatnih anionov in vode (H2O)
  - 08.AA z majhnimi kationi (nekateri tudi z velikimi kationi); primer: 08.AA.05 berlinit - AlPO4
  - 08.AB s srednje velikimi kationi; primer: 08.AB.05 faringtonit - Mg3(PO4)2
  - 08.AC s srednje velikimi in velikimi kationi; primer: 08.AC.10 hagendorfit - NaCaMn2+Fe2+2(PO4)3
  - 08.AD s samo velikimi kationi; primer: 08.AD.20 fosfamit - (NH4)2HPO4
- 08.B Fosfati itd. z dodatnimi anioni, brez H2O
  - 08.BA z majhnimi in srednje velikimi kationi; primer: 08.BA.15 vagnerit - (Mg,Fe2+)2(PO4)F
  - 08.BB s samo srednje velikimi kationi, (OH-, itd.):RO4 = 1:1; primer: 08.BB.05 ambligonit - (Li,Na)AlPO4(F,OH)
  - 08.BC s samo srednje velikimi kationi, (OH, itd.):RO4 > 1:1 in < 2:1; primer: 08.BC.10 plimerit - ZnFe3+4(PO4)3(OH)5
  - 08.BD s samo srednje velikimi kationi, (OH, itd.):RO4 = 2:1; primer: 08.BD.05 psevdomalahit - Cu5(PO4)2(OH)4
  - 08.BE s samo srednje velikimi kationi, (OH, itd.):RO4 > 2:1; primer: 08.BE.15 kornetit - Cu3(PO4)(OH)3
  - 08.BF s srednje velikimi in velikimi kationi, (OH, itd.):RO4 < 0,5:1; primer: 08.BF.05 arojadit - KNa4CaMn2+4Fe2+10Al(PO4)12(OH,F)2
  - 08.BG s srednje velikimi in velikimi kationi, (OH, itd.):RO4 = 0,5:1; primer: 08.BG.05 beartit Ca2Al(PO4)2(OH)
  - 08.BH s srednje velikimi in velikimo kationi, (OH, itd.):RO4 = 1:1;
primer: 08.BH.60 atakolit - (Ca,Sr)Mn(Al,Fe)4(HPO4,PO4)3(SiO4,PO4)(OH)4
  - 08.BK s srednje velikimi in velikimi kationi, (OH, itd.): primer: 08.BK.05 brazilianit - NaAl3(PO4)2(OH)4
  - 08.BL s srednje velikimi in velikimi kationi, (OH, itd.):RO4 = 3:1; primer: 08.BL.05 orfeit - PbAl3(PO4,SO4)2(OH)6
  - 08.BM s srednje velikimi in velikimi kationi, (OH, itd.):RO4 = 4:1; primer: 08.BM.15.08  brendelit - (Bi3+,Pb)2(Fe3+,Fe2+)(PO4)O2(OH)
  - 08.BN s samo velikimi kationi, (OH, itd.):RO4 = 0,33:1; primer: 08.BN.05 piromorfit - Pb5(PO4)3Cl
  - 08.BO s samo velikimi kationi, (OH, itd.):RO4 1:1; primer: 08.BO.30 nefedovit - Na5Ca4(PO4)4F
- 08.C Fosfati brez dodatnih anionov, s H2O
  - 08.CA z majhnimi in velikimi/srednje velikimi kationi: pimer: 08.CA.05 parafranzoletit - Ca3Be2(PO4)2(PO3,OH)2•4(H2O)
  - 08.CB s samo srednje velikimi kationi, RO4:H2O = 1:1; primer: 08.CB.10 hurolit Mn5(PO3OH)2(PO4)2•4(H2O)
  - 08.CC s samo srednje velikimi kationi, RO4:H2O = 1:1,5;primer: 08.CC.05 fosfoferit - (Fe2+,Mn)3(PO4)2•3(H2O)
  - 08.CD s samo srednje velikimi kationi, RO4:H2O = 1:2; primer: 08.CD.05 fosfosiderit - Fe3+PO4•2(H2O)
  - 08.CE s samo srednje velikimi kationi, RO4:H2O £ 1:2,5; primer: 08.CE.40 vivianit - Fe2+3(PO4)2•8(H2O)
  - 08.CF z velikimi in srednje velikimi kationi, RO4:H2O > 1:1;
 primer: 08.CF.05 bederit - ([ ],Na)Ca2(Mn2+,Mg,Fe2+)2(Fe3+,Mg,Al)2Mn2+2(PO4)6•2(H2O)
  - 08.CG z velikimi in srednje velikimi kationi, RO4:H2O = 1:1; primer: 08.CG.05 hilit - Ca2(Zn,Mg)(PO4)2•2(H2O)
  - 08.CH z velikimi in srednje velikimi kationi, RO4:H2O < 1:1; primer: 08.CH.20 ditmarit - (NH4)Mg(PO4)•(H2O)
  - 08.CJ s samo velikimi kationi; primer: 08.CJ.15 nastrofit - Na(Sr,Ba)(PO4)•9(H2O)
- 08.D Fosfati
  - 08.DA z majhnimi, včasih tudi velikimi, kationi; primer: 08.DA.25 tiptopit - K2(Na,Ca)2Li3Be6(PO4)6(OH)2•(H2O)
  - 08.DB s samo srednje velikimi kationi, (OH, itd.):RO4 < 1:1; primer: 08.DB.50 giniit - Fe2+Fe34(PO4)4(OH)2•2(H2O)
  - 08.DC s samo srednje velikimi kationi, (OH, itd.):RO4 = 1:1 in < 2:1;
primer: 08.DC.60 nevadait - (Cu2+,[ ],Al,V3+)6[Al8(PO4)8F8](H2O)23
  - 08.DD s samo srednje velikimi kationi, (OH, itd.):RO4 = 2:1: primer: 08.DD.15 tirkiz - CuAl6(PO4)4(OH)8•4(H2O)
  - 08.DE s samo srednje velikimi kationi, (OH, itd.):RO4 = 3:1: primer: 08.DE.05 senegalit - Al2(PO4)(OH)3•(H2O)
  - 08.DF s samo srednje velikimi kationi, (OH,itd.):RO4 > 3:1; primer: 08.DF.10 bolivarit - Al2(PO4)(OH)3•4-5(H2O)
  - 08.DG z velikimi in srednje velikimi kationi, (OH, itd.):RO4 < 0,5:1; primer: 08.DG.05 sampleite - NaCaCu5(PO4)4Cl•5(H2O)
  - 08.DH z velikimi in srednje velikimi kationi, (OH, itd.):RO4 < 1:1; primer: 08.DH.25 montgomerit - Ca4MgAl4(PO4)6(OH)4•12(H2O)
  - 08.DJ z velikimi in srednje velikimi kationi, (OH, itd.):RO4 = 1:1; primer: 08.DJ.20 fosfofibrit - KCuFe3+15(PO4)12(OH)12•12(H2O)
  - 08.DK z velikimi in srednje velikimi kationi, (OH, etc.):RO4 > 1:1 in< 2:1;
 primer: 08.DK.35 krasnovit - Ba(Al,Mg)(PO4,CO3)(OH)2•(H2O)
  - 08.DL z velikimi in srednje velikimi kationi, (OH, itd.):RO4 = 2:1; primer: 08.DL.05 fogit - CaAl(PO4)(OH)2•(H2O)
  - 08.DM z velikimi in srednje velikimi kationi, (OH, itd.):RO4 > 2:1; primer: 08.DM.15 melkovit - CaFe3+H6(MoO4)4(PO4)•6(H2O)
  - 08.DN s samo velikimi kationi; primer: 08.DN.15 lermontovit - U4+(PO4)(OH)•(H2O) (?)
  - 08.DO s CO3, SO4, SiO4; primer: 08.DO.20 perhamit - Ca3Al7(SiO4)3(PO4)4(OH)3•16,5(H2O)
- 08.E Uranil fosfati 
  - 08.EA UO2:RO4 = 1:2; primer: 08.EA.15 ulrihit - CaCu(UO2)(PO4)2•4(H2O)
  - 08.EB UO2:RO4 = 1:1: primer: 08.EB.05 otunit - Ca(UO2)2(PO4)2•10-12(H2O), 08.EB.05 torbernit - Cu(UO2)2(PO4)2•8-12(H2O)
  - 08.EC UO2:RO4 = 3:2; primer: 08.EC.40 bergenit - Ca2Ba4[(UO3)2O2(PO4)2]3(H2O)16
  - 08.ED nerazporejeni; primer: 08.ED.15 kamitugait - PbAl(UO2)5(PO4)2(OH)9•9,5(H2O)
- 08.F Polifosfati
  - 08.FA polifosfati brez OH in H2O; dimeri, ki si delijo vogale tetraedrov RO4; primer: 08.FA.20 pirofosfit - K2CaP2O7
  - 08.FC polifosfati s samo H2O; primer: 08.FC.30 kanonerovit - MnNa3P3O10•12(H2O)
- 08.X Nerazporejeni Strunzovi fosfati
  - 08.XX neznani; primer: 08.XX.00 natrijev otunit

## Fosfatne kamnine
Fosfatna kamnina je splošen izraz, ki se nanaša na kamnine z visoko vsebnostjo fosfatnih mineralov, običajno iz apatitske skupine.  Največ fosfatnih kamnin se porabi za proizvodnjo umetnih gnojil za kmetijstvo, uporabljajo pa se tudi kot dodatek k živalski krmi, konzervans, antikorozijsko sredstvo, v kozmetičnih sredstvih, za proizvodnjo fungicidov in keramike, za tehnološko obdelavo vode in v metalurgiji. 